# Бакота
Ба́кота — село в Каменец-Подольском районе Хмельницкой области Украины.
Было расположено в 55 км от железнодорожной станции Каменец-Подольский, недалеко от пгт. Старая Ушица. В связи со строительством Днестровского гидроузла решением облисполкома от 27 октября 1981 года исключено из учётных данных как затопленное село.

## История
Археологические раскопки свидетельствуют, что с древнейших времен вдоль берегов Днестра на этом месте располагалось множество языческих святилищ и капищ, а также курганные женские захоронения, что свидетельствует о плотной заселенности этих территорий, начиная с доисторических времен. Существует также частично подтвержденная подводными исследованиями легенда о семисаженном каменном отпечатке стопы Будды, находящемся сейчас на дне реки Смотрич.
В 1961—1964 археологи И. С. Винокур и Г. Н. Хотюн исследовали здесь остатки древнерусского городища XII—XIII вв. На примыкающем к городищу посаде открыты следы железоделательного и железообрабатывающего производств XIII в. Укрепления городища были уничтожены в середине XIII в. — возможно, в 1259 по требованию ордынского военачальника Бурундая.
Впервые Бакота упоминается в Ипатьевской летописи под 1240 годом. В XIII веке — крупный город, важнейший политико-административный центр Днестровского Низовья (с XIV века — Подолья), которое входило в Галицко-Волынское княжество. В XII веке Бакота занимала площадь около 10 гектаров, в ней жило около 2,5 тысяч человек.
Первое упоминание о скальном мужском монастыре зафиксировано в киевской летописи 1362 года, где тот упоминается как «давно существующий». Основателем монастыря был преподобный старец Антоний (основатель Киево-Печерской Лавры). По ипатьевской летописи, в 1255 году городом завладели монголо-татары. Монахи и жители города спрятались от нападающих в лабиринте монастырских пещер. Захватчики предлагали выйти, сдаться и отречься от веры, но не достигнув успеха в переговорах, засыпали выход огромными камнями, тем самым заживо похоронив население в его убежище. В 1258 году татарами был разрушен Бакотский замок. Бакота упоминается в летописном «Списке русских городов дальних и ближних» (конец XIV века).
В 1431 году Бакота становится нейтральной приграничной территорией, как следствие перемирия между Польшей и Литвой. В этом году жители города организовывают восстание, убивают помещиков и провозглашают независимость. Через три года польские войска жестоко подавили бунт, наказали зачинщиков, сожгли дома, разрушили замок и разогнали население. После этого Бакота навсегда перестала быть городом.
В XIX веке село Бакота было в составе Грушецкой волости Ушицкого уезда Подольской губернии. В селе была Покровская церковь.
На протяжении последних веков своего существования жизнь в Бакоте была спокойной и размеренной. После 1918 года городок стал пограничным — вдоль реки была построена двухметровая каменная стена, а по ту сторону Днестра начиналась территория Румынии. В 1933 году монастырь был закрыт, а чуть позже приостановлено строительство нового храма. Боевых действий во время Великой Отечественной войны на территории Бакоты не было. И лишь голод 1947 года уменьшил количество населения Бакоты втрое. В начале 1960-х годов служба в храме монастыря была остановлена. Последние монахи умерли или ушли в другие монастыри. Иконы, кресты и книги были уничтожены, храм разрушен.

### Бакота сегодня

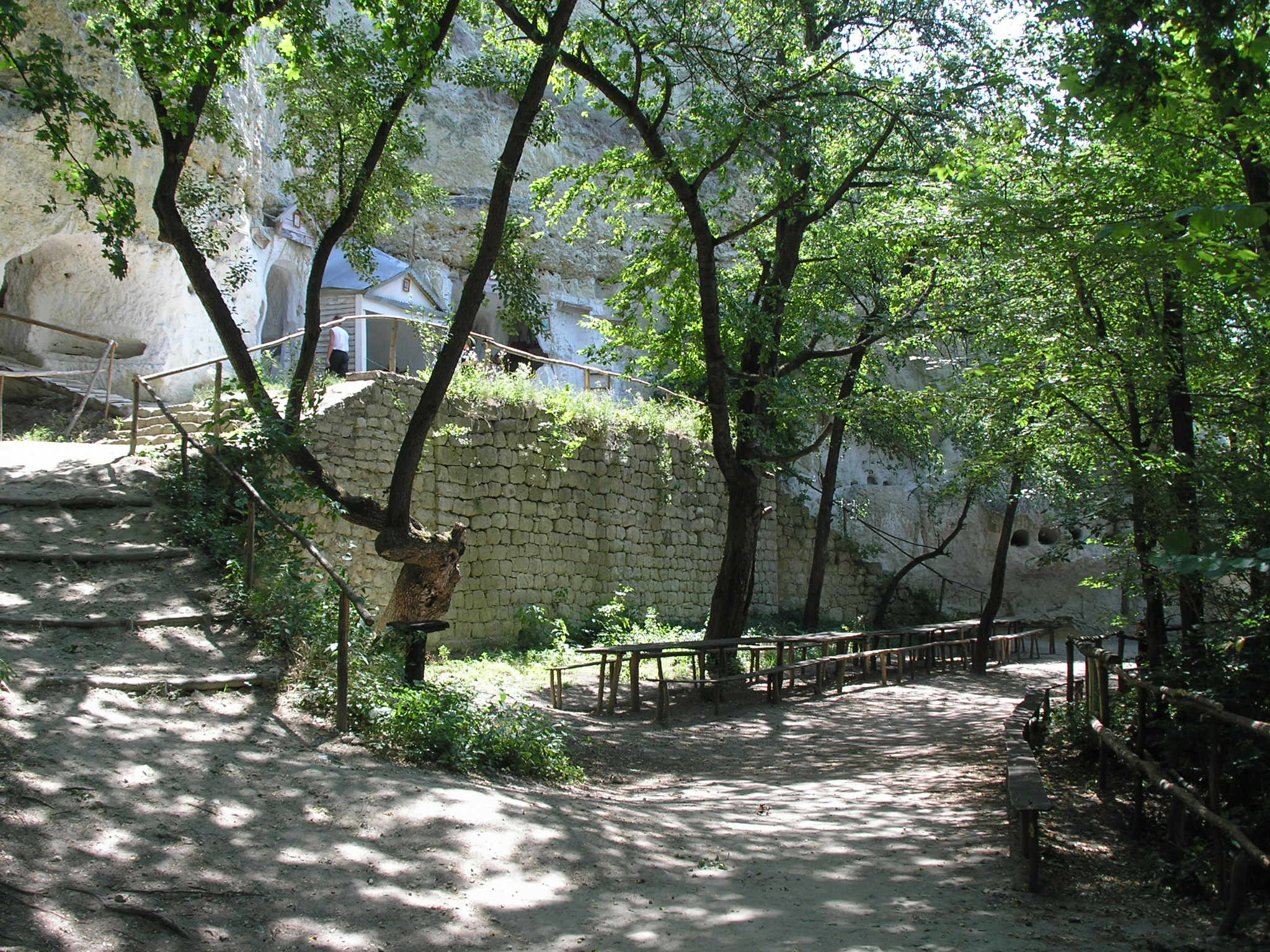
Скальный монастырь Бакоты

История Бакоты закончилась в 1981 году, когда в ходе строительства Новоднестровской ГЭС население было выселено в соседние города, а сам населенный пункт полностью затоплен водой.
В 1996 году обвал верхней скалы Белой горы уничтожил основную массу пещер и усыпальниц с настенными росписями и фресками XI—XIII веков. Лишь в одном месте сохранились остатки келий и захоронений монахов, немногочисленные руины Михайловской церкви и покинутые фруктовые сады.
Сегодня Бакотой условно называются места вдоль берега Днестра, расположенные по соседству с остатками монастыря. По данным метеорологов, в этом районе существует своеобразный уникальный микроклимат — среднегодовое количество тепла на 1 м². здесь равнозначно ялтинскому, а скалы и леса защищают побережье Днестра от северных воздушных потоков. Живописная природа и романтический имидж этих мест привлекают сюда многочисленные потоки паломников и путешественников. Последние годы Бакота стала местом и прибежищем поклонников «ролевых игр» и последователей многочисленный экзотических религий.

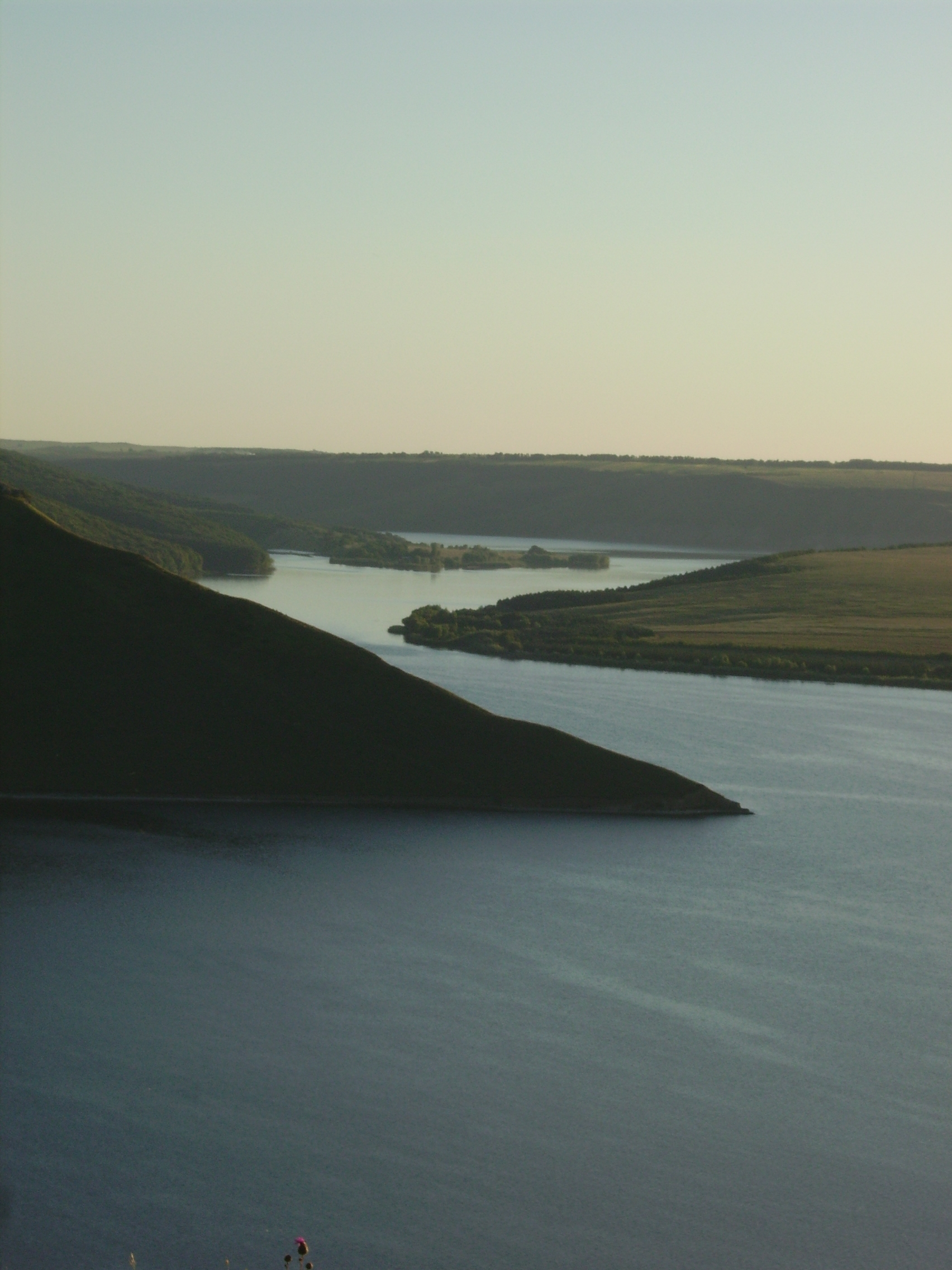
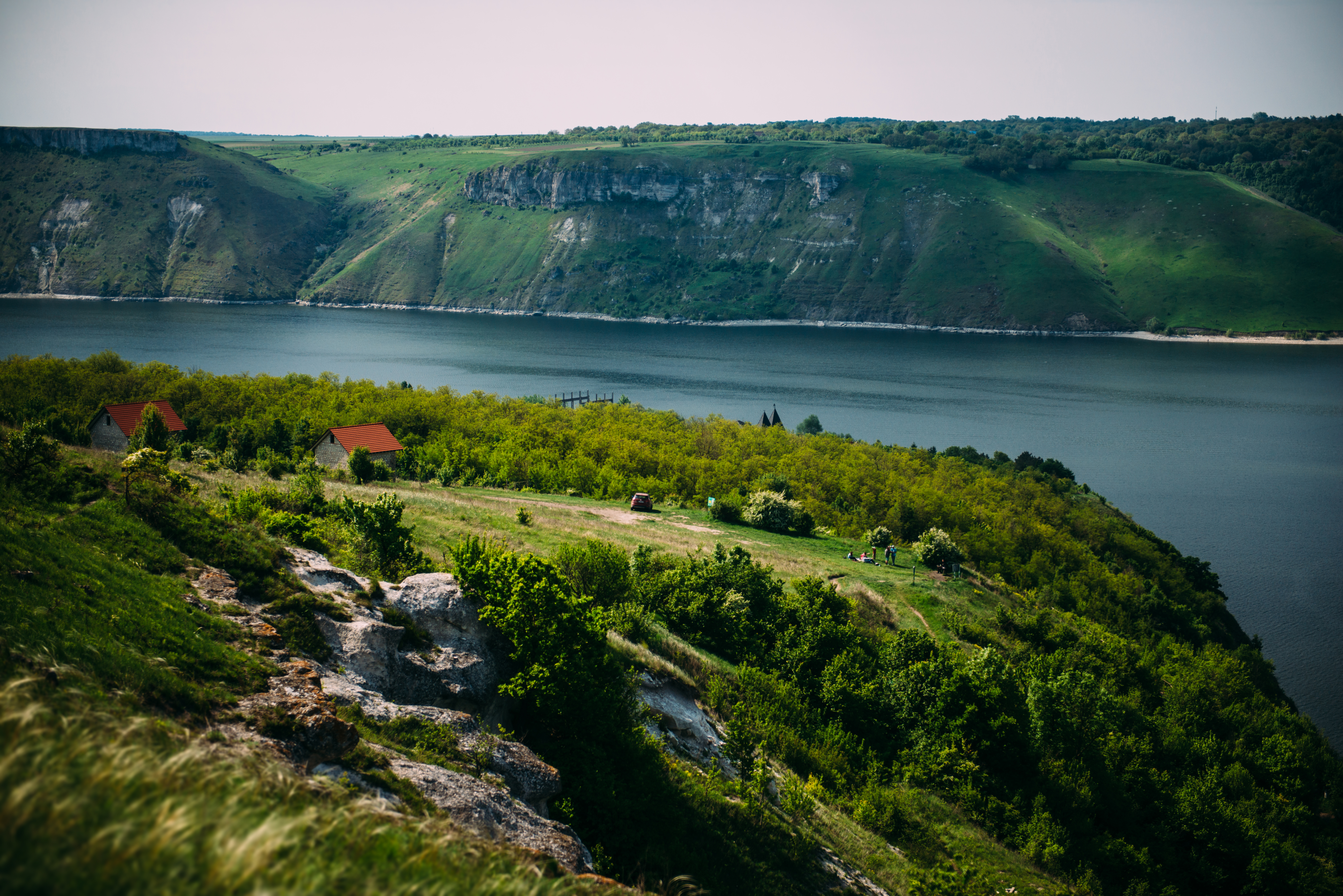
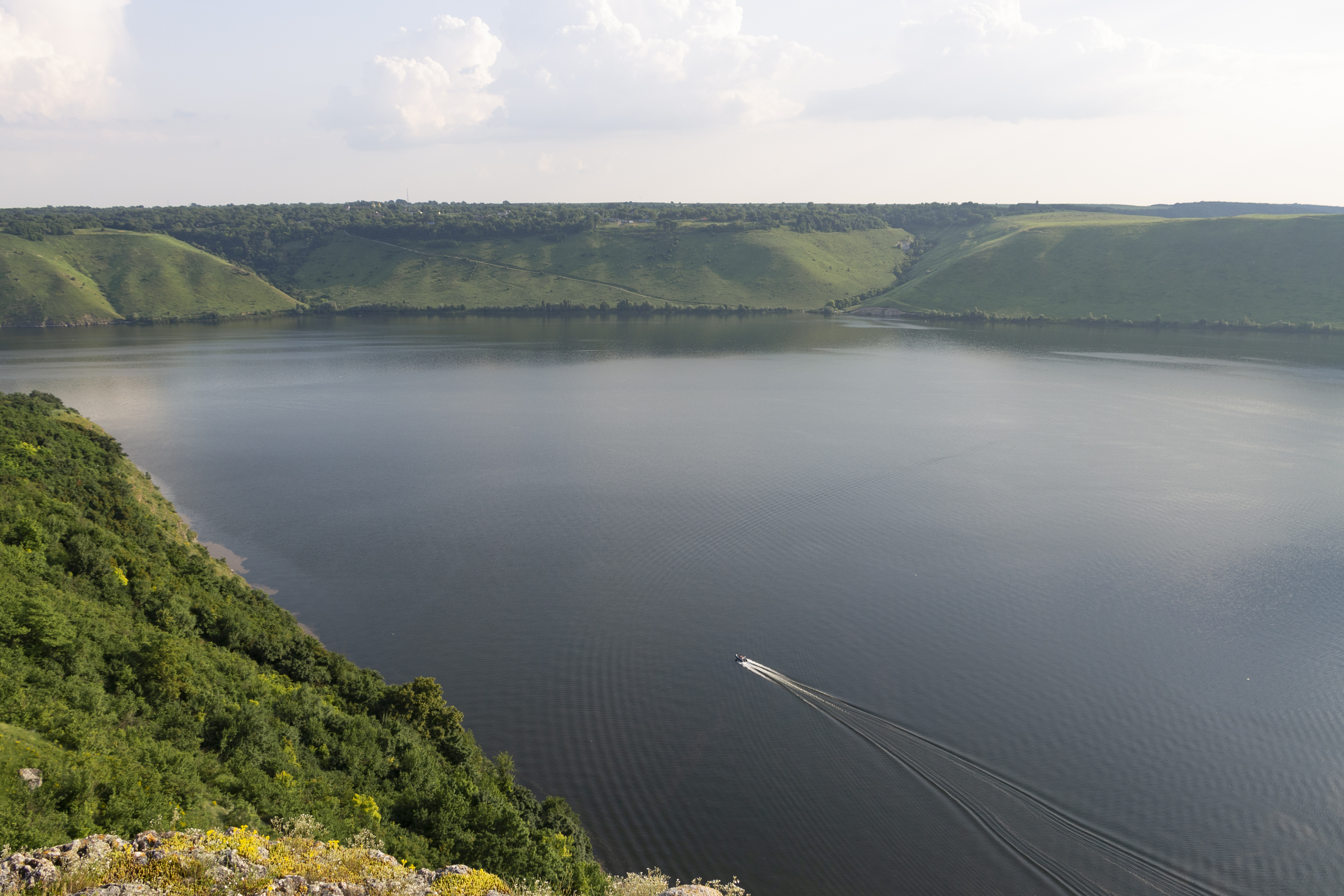
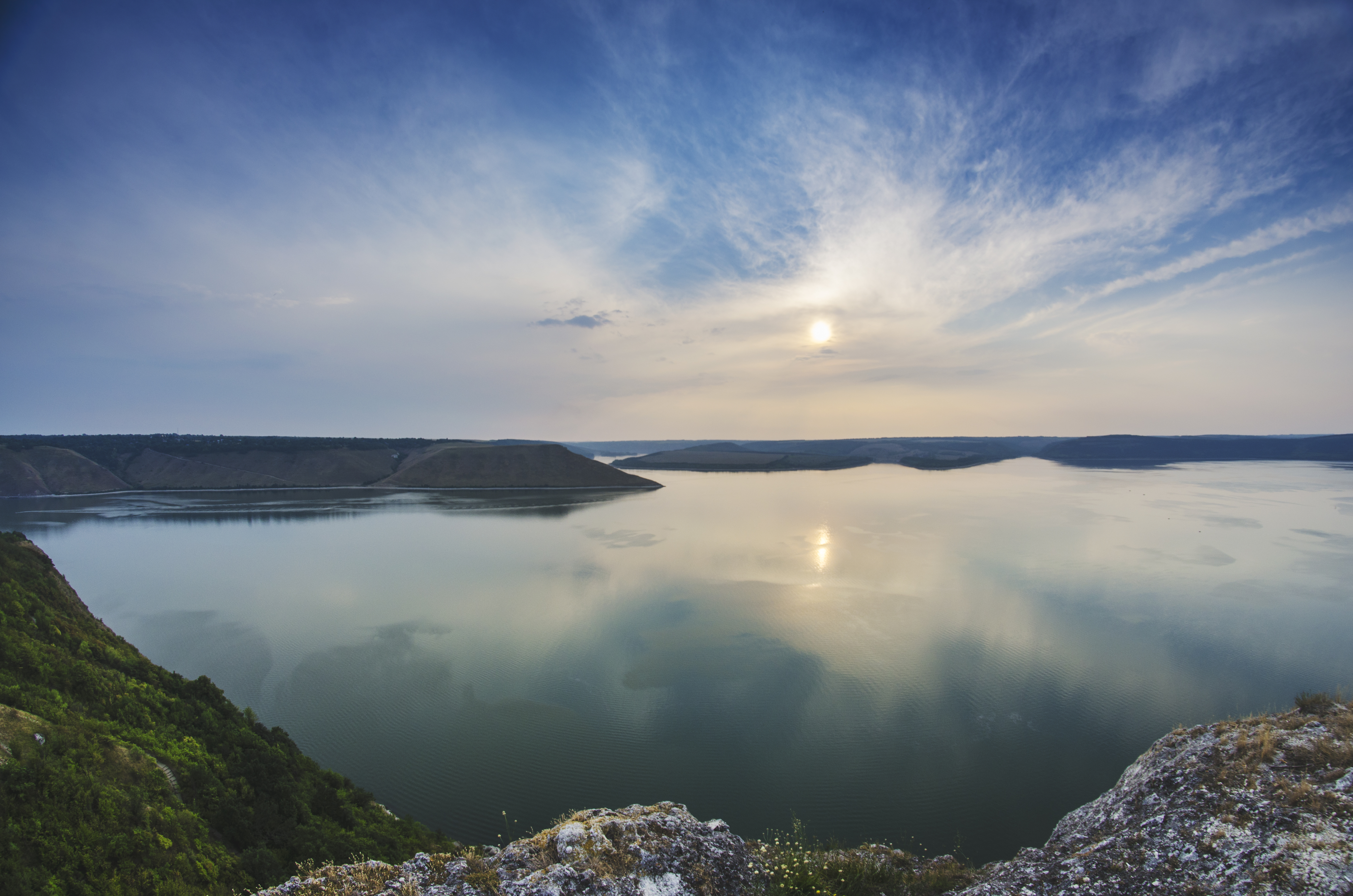

## Уроженцы
- Мельник, Фаина Григорьевна (1945—2016) — советская легкоатлетка (метание диска и толкание ядра).